# Петруничев, Николай Алексеевич
Николай Алексеевич Петруничев (28 ноября [10 декабря] 1899, Белёв — 1942) — советский партийный деятель. Депутат Верховного Совета СССР 1-го созыва.

## Образование
- 1915—1918 гг. — Поливановская учительская семинария и Тульский учительский институт.
- 1925—1927 гг. — Курсы марксизма при ЦК ВКП(б).
- 1929—1932 гг. — Экономический институт красной профессуры.

## Биография
Родился в семье ремесленника. В октябре 1917 года вступил в члены РСДРП(б).
- 1918—1920 гг. — инструктор-агитатор Белёвского военкомата, секретарь, затем председатель Белёвского уездного исполкома.
- март—июнь 1920 г. — секретарь Тульского губкома РКП(б).
- июнь—сентябрь 1920 г. — член Ставропольского губкома РКП(б).

## ККА
- сентябрь—декабрь 1920 г. — начальник политотдела 9-й кавалерийской дивизии 1-й Конной Армии.
- 1920—1922 гг. — военком штаба и начальник политсекретариата 3-го конного корпуса.

## Партийная карьера
- 1922—1923 гг. — заведующий отделом профессионального обучения Тульского губернского отдела народного образования, председатель Белёвского уездного исполкома.
- 1923—1925 гг. — заместитель заведующего и заведующий агитационно-пропагандистским отделом Дагестанского губкома РКП(б).
- 1927—1928 гг. — заведующий агитационно-пропагандистским отделом Воронежского губкома РКП(б).
- 1928—1929 гг. — ответственный секретарь Белгородского окружкома РКП(б).
- С 1930 года — в органах контроля: член, затем заместитель Московской областной контрольной комиссии; заместитель руководителя и руководитель инспекции в торговом представительстве СССР в Германии; руководитель группы внешней торговли Комиссии советского контроля при СНК СССР.
- В 1934—1939 — член Комиссии советского контроля при СНК СССР.
- 1937—1938 гг. — управляющий делами Совета народных комиссаров СССР. Был освобожден от работы в СНК СССР, некоторое время был без работы[1].
- С 1938 года — на преподавательской работе.
- С июня 1941 года в действующей армии. Пропал без вести в декабре 1941 года[2].

## Семья
Жена — Елизавета Марковна Приворотская (1895—1962). Член партии с 1911 года. Похоронена на Новодевичьем кладбище.
Дети: 
- Петруничева, Зоря Николаевна (в замуж. Хотинская; 1926—1995), кандидат исторических наук (1955), востоковед, индолог, переводчик с языка телугу[3].  Муж — Хотинский Осип Яковлевич (1919—2016)[4]. Их дети: Нина Осиповна Хотинская (род. 1956), переводчик с французского, лауреат премии Ваксмахера и лауреат премии Французского Сообщества Бельгии за заслуги перед бельгийской культурой; Николай Осипович Хотинский (род. 1963).
- Петруничев Владимир Николаевич (1934—2012).

Адрес в Москве: улица Серафимовича, дом 2.
Сестра Николая Алексеевича — Елена Алексеевна (1895—1980) был замужем за военачальником Т.К.Бацановым. Братья: Валентин и Василий Петруничевы.  Валентин Алексеевич Петруничев (1897—1978) возглавлял отдел печати в Белёвском исполкоме, а Василий Алексеевич, окончив курсы внешкольных инструкторов университета Шанявского в Москве, занимался культурно-просветительской работой. 
Сестра жены, Мария Марковна Приворотская, была замужем за Л.М.Кагановичем. Брат жены — Григорий Маркович Приворотский (1889—1971) был сотрудником ЧК, впоследствии работал главным арбитром при СНК СССР в аппарате Министерства лесной промышленности СССР.

## Увековечивание имени
- улица в Белёве.